# Challenger bank
Un challenger bank o banco retador es una entidad de crédito con ficha bancaria similar a una tradicional, pero 100% digitales. Ello le permite captar depósitos reembolsables de particulares. Se caracteriza por analizar los datos del cliente para ofrecerle productos personalizados con precio dinámico. Suelen comenzar como neobancos y, tras adquirir la licencia bancaria, pasan a esta categoría.
Esta clase de bancos se distinguen de los bancos tradicionales por aplicar la tecnología financiera (fintech) a sus prácticas, como las operaciones solo en línea, que evitan los costes y las complejidades de la banca tradicional.

## Lista de bancos retadores
Esta lista contiene compañías notables que han recibido autorizaciones PRA para operar como bancos en el Reino Unido: 
| Banco          | Establecido |
| -------------- | ----------- |
| Aldermore      | 2009        |
| Atom Bank      | 2016        |
| Metro Bank     | 2010        |
| Monzo          | 2015        |
| N26            | 2016        |
| OakNorth       | 2015        |
| Shawbrook Bank | 2011        |
| Starling Bank  | 2014        |
| Tandem Bank    | 2015        |
| Tesco Bank     | 1997        |
| Virgin Money   | 1995        |